# アンドロメダ座ファイ星
アンドロメダ座φ星（アンドロメダざファイせい、φ Andromedae、φ And）は、アンドロメダ座にある連星系でBe星である。見かけの合成等級は4.26で、肉眼でみることができる。ヒッパルコス衛星が測定した年周視差に基づいて、太陽系からの距離を計算すると、およそ720光年になる。

## 特徴

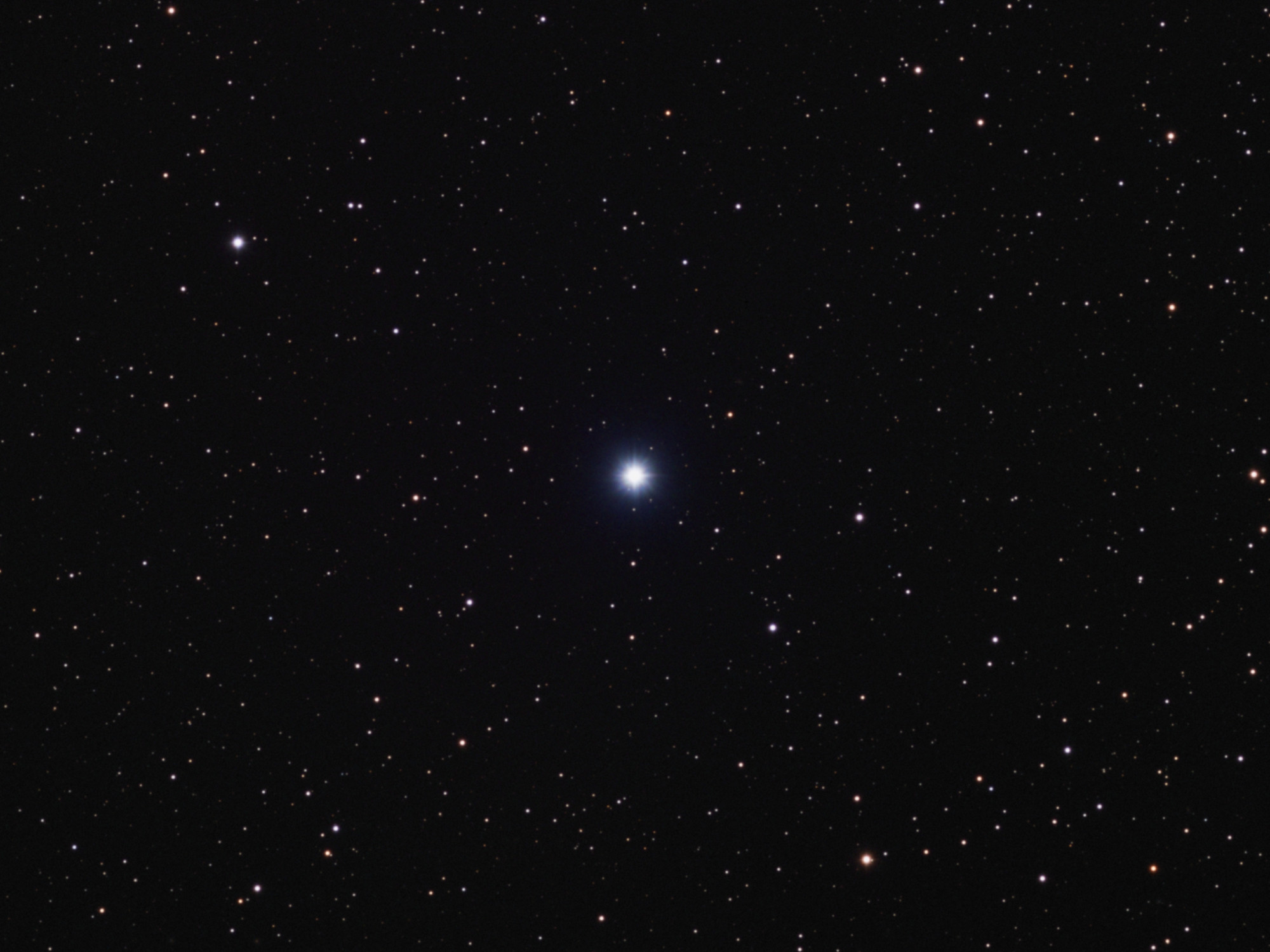
可視光で撮影したアンドロメダ座φ星

アンドロメダ座φ星が、二重星であることを最初に記録したのはオットー・シュトルーベで、1851年から観測結果が残っている。それ以来、アンドロメダ座φ星はよく観測され、多数の観測記録が残っており、20世紀の前半から連星としての軌道計算が行われているが、10分の数秒という小さい離角による観測の難しさと、長い軌道周期から、なかなか精度の良い計算ができず、21世紀に入っても予備的な結果として報告されている。最近の結果としては、公転周期およそ550年、軌道長半径およそ0.57秒、離心率およそ0.4という軌道をとるものと考えられている。
アンドロメダ座φ星は、主星も伴星もB型星の連星系で、主星のアンドロメダ座φ星Aは、見かけの等級が4.59、伴星のアンドロメダ座φ星Bは、見かけの等級が5.61とされる。求められた軌道要素から、連星系全体の質量を推定すると、太陽の6.5±2.8倍と求められる。
アンドロメダ座φ星は、連星であることとはまた別に、扁平な高温ガス円盤から水素の輝線を発しているBe星として知られ、スペクトル型はB5 IIIe、或いはB7 Veと分類されている。Be星としては、質量が太陽の4倍、半径が太陽の3倍程度と見積もられ、恒星の半径の6.4倍に広がったガス殻を持つとみられる。

## 名称
中国では、アンドロメダ座φ星は、野営地の南門を意味する軍南門という星官を単独で形成、そのまま「軍南門」と呼ばれる。

## その他
シャルル・メシエは、星雲・星団カタログの中で、惑星状星雲M76の詳細について、「位置は4等星のアンドロメダ座φ星から決定した」と記述している。